# 名鉄7500系電車
名鉄7500系電車（めいてつ7500けいでんしゃ）は、名古屋鉄道（名鉄）が1963年から2005年まで運用した電車である。
すでに運用されていた7000系の改良型として登場した車両で、高速性能の向上を図り、定速度制御や回生ブレーキなどの新技術も採用された。7000系とともに「パノラマカー」として親しまれたが、名鉄の車両の中では特殊な構造であったため、2005年に7000系よりも早く全廃された。
名鉄の社内では5000系以降の高性能車について「SR車」と呼称していることに倣い、本項でも以下そのように表記する。

## 登場の経緯
1961年に登場した7000系パノラマカーは、同年6月の運行開始直後から高い人気を集め、1962年には鉄道友の会より第5回ブルーリボン賞を授与されるなど、高い評価を得ていた。
一方、1961年に発行された名鉄の社史には「新しく製作される電車には必ず新しい技術を採り入れる」と記されていた。このコンセプトに従い、7000系をベースにしながら、さらなる高性能・高機能な車両を登場させることになり、登場したのが7500系パノラマカーである。

## 車両概要
7500系は6両編成で登場し、のちに7両編成に、さらに8両編成での運用も行われたが、その後6両編成に戻されている。系列中に5形式が存在する。
モ7500形7500系の編成において両端の先頭車となる制御電動車（Mc1・Mc2）。
モ7550形7500系の編成中間に組み込まれる中間電動車（M1・M2）。
サ7570形7500系の編成中間に組み込まれる付随車（T1）。1964年2月に4両が製造されたが、1967年4月に電装され、モ7570形となる。すべて奇数番号車。
モ7570形7500系の編成中間に組み込まれる中間電動車（M1・M2）。ただし初代モ7572については運転台を装備した制御電動車 (Mc2) である。
モ7650形7500系の編成中間に組み込まれる中間電動車（M1・M2）で、工場内での入換用に簡易運転台を装備する。ただしモ7665については常設の運転台を装備した制御電動車 (Mc1) である。
本節では、登場当時の仕様を基本とし、増備途上での変更点を個別に記述する。更新による変更については沿革で後述する。編成については、編成表を参照のこと。

### 車体

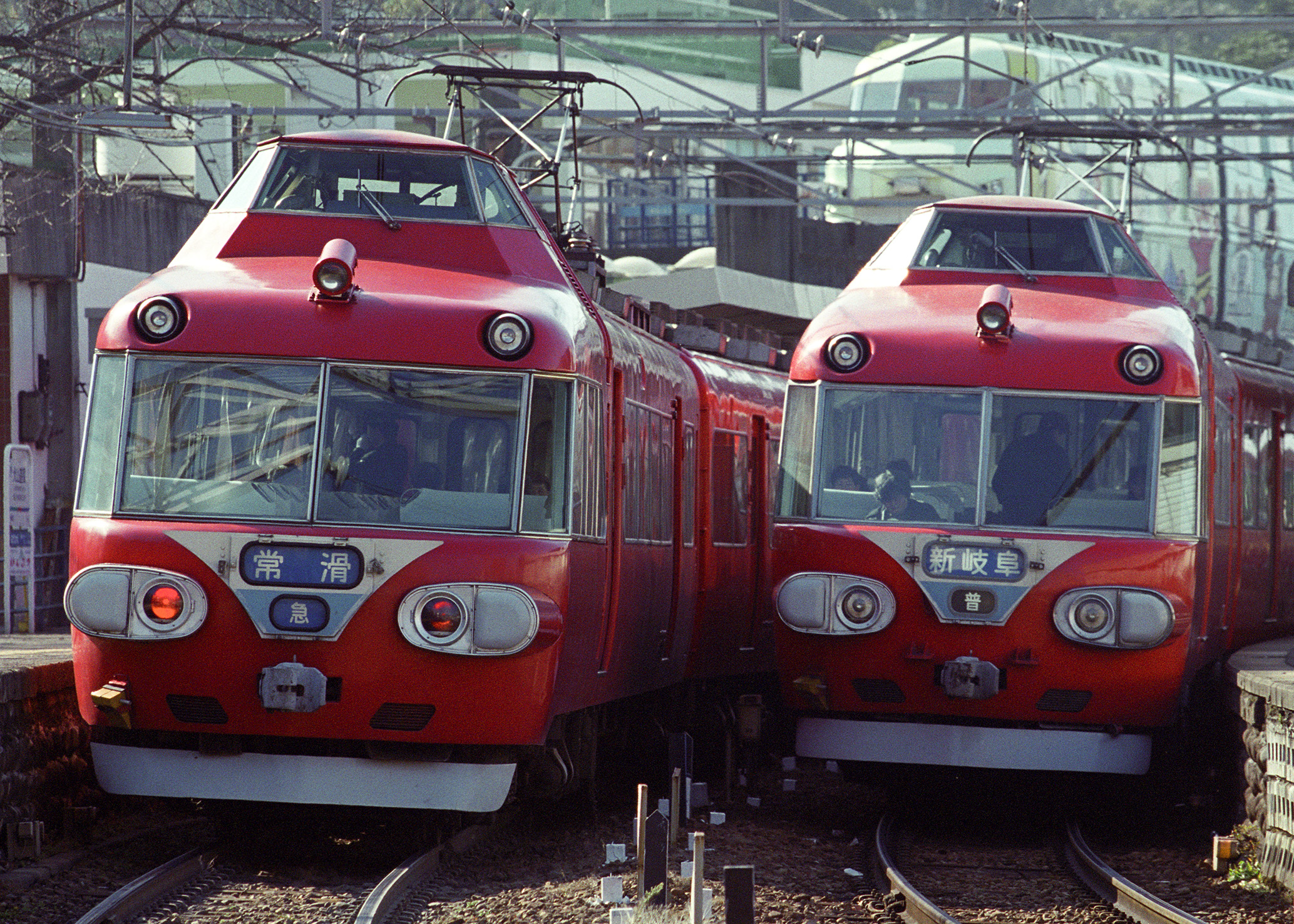
7500系（左）と並んだ7000系（右）。車体に対して運転室の突出が大きい。前照灯とダンパーは同じ高さである

車体については7000系とほぼ同様であるため、本節では7000系との相違点について記述する。
基本的な車体寸法は7000系とほぼ同一で、車体長については展望席を除く車端部が50mmずつ延長されているが、全長は変わっていない。
7500系では低重心化のため、レール上面から床面までの高さを客室全体で990mmと、7000系より低く設定した。このため、外観上は7000系では展望席とそれ以外の部分で車体裾部分や側面窓の下辺の高さに差が生じていたが、7500系ではその部分が揃っている。2階の運転席部分の高さは変わっていないため、7000系と比べると運転室の突出が大きくなっている。前面に設置された油圧ダンパーの高さについては7000系と同じである。
また、前面に「逆富士形」と呼ばれる行き先表示板が設けられたほか、運転室側面に排気口が設けられ、運転室後方の窓が隅に2箇所から背面に1箇所に変更された。

### 内装
座席は転換式クロスシートで、内装は7000系と同一仕様である。モ7650形の車端部には工場内での入換用に簡易運転台を設けた。

### 主要機器
7000系と比較すると、低床化を実現するために制御システムは大きく変更された。従来通りの抵抗制御＋直並列制御を基本としつつ、界磁制御を最大限に活用することで回生ブレーキを導入、これにより抵抗器の体積を減らす事で、低床化に伴う床下空間の減少を補った。さらにこの回生ブレーキを応用し、ノッチ操作を行わずに指令速度を維持する定速度制御機能も併せて実現している。
このため、7500系は5000系以降の高性能車各系列との制御シーケンスの互換性が維持できず、それらとの総括制御ができない。
制御装置と主電動機は、東洋電機製造のシステムACRF-H875-758A形として一体となったものを採用した。制御装置がES758-A形で、直列9段・並列9段の機能を有する電動カム軸制御方式である。主電動機はTDK848-A形と称する複巻整流子電動機で、1時間定格出力は75kW、全界磁定格速度は75km/hに設定されている。
制御システムは制御回路部にトランジスタを多用することによって機器の小型化を図ったもので、指定した速度を保つ「定速制御」の機能を有する。これは、運転台の主幹制御器で指示された速度と実際の速度を比較した上で、その差を電圧に変換して磁気増幅器を作動させ、分巻界磁電流を制御するもので、電流を流す方向を変えることによって加速と回生制動を制御する。また、弱め界磁を併用することによって、主電動機を直列に接続した状態で95km/hで運転することが可能である。
制動装置（ブレーキ）については、回生ブレーキ併用のHSC-R形電磁直通ブレーキが採用された。電力回生ブレーキは50km/h以上で作用し、それ以下の速度では空気ブレーキに切り替わるほか、回生ブレーキ力が不足の場合には空気ブレーキで補う仕組みである。

#### 台車
台車は、住友金属工業製のペデスタル式空気ばね台車であるFS335A形台車が採用された。この台車は7000系で使用されていたFS335形台車のベローズ形空気ばねをダイヤフラム形空気ばねに変更することにより横剛性を高めたもので、低床構造にも対応している。

#### その他機器

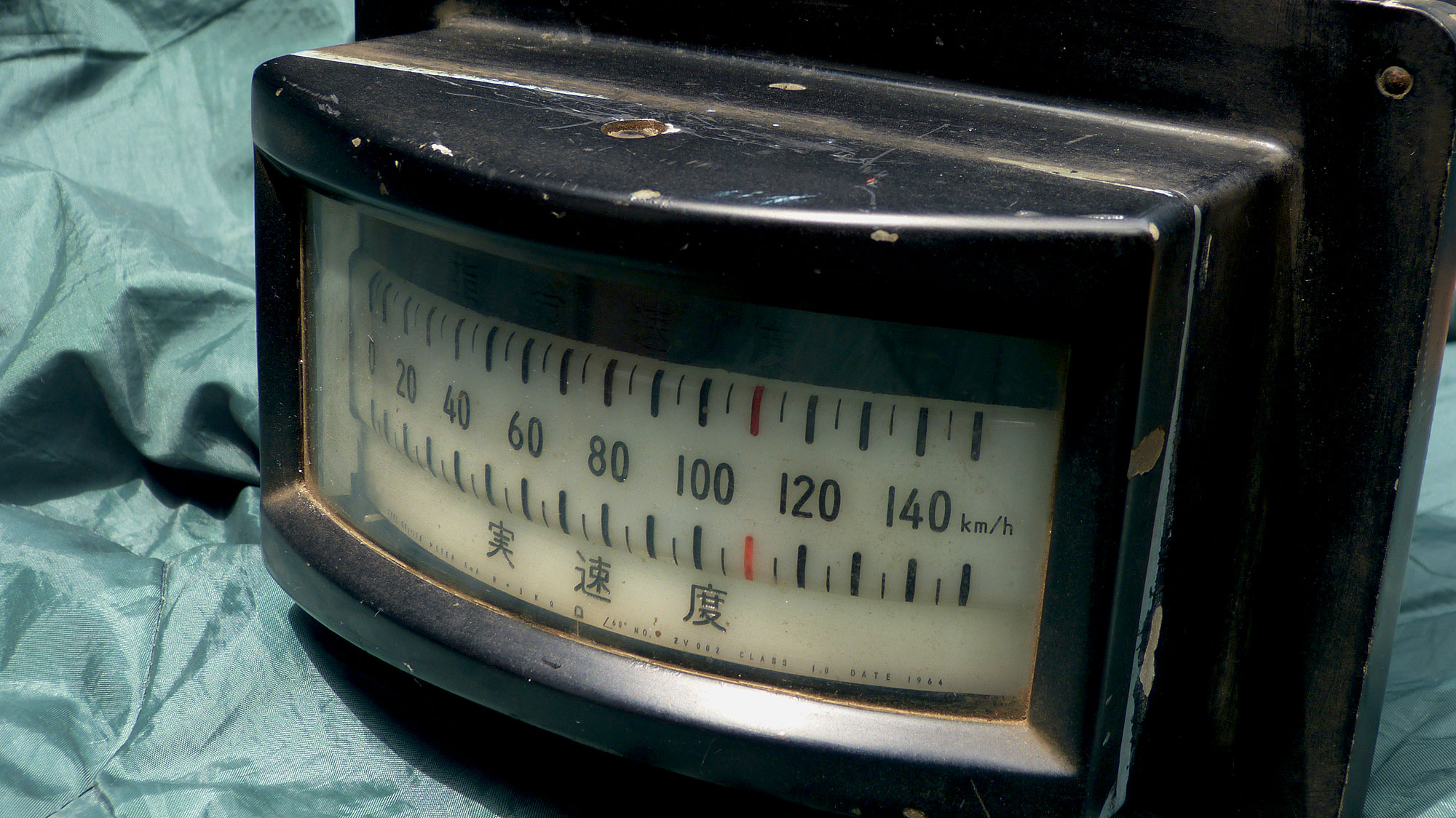
名鉄7500系の二針速度計

運転士が乗務する乗務員室（運転室）は、7000系と同様の2階に上げた構造であるが、運転席の速度計は二針式の横型速度計が採用された。これは上側の速度針で指令速度を、下側の速度針で実際の速度を表示するというものである。
補助電源装置は、出力75kVAのHG-584-Er形電動発電機を装備した。電動空気圧縮機は低床構造に対応させるため小型のものとし、ロータリー式のAR-1A形を採用した。
冷房装置は7000系と同様である。

### 増備途上での変更点
1964年7月製造（2次車）6両編成3本が製造された。性能・車体ともに1次車と同一仕様である。
1967年4月製造（3次車）8両編成化のためモ7570形のみ4両を製造。すべて偶数番号車。冷房装置がRPU-1504形に変更された。4両中1両は運転台つきの制御電動車である。
1967年12月製造（4次車）6両編成2本が製造された。モ7650形のうち1両は常設運転台つきの制御電動車である。この時の増備車からは前頭部にフロントアイと称する広角凸レンズの機器が設置されたほか、車内のロングシート部分につり革が設けられた。
1969年10月製造（5次車）8両編成の増強のためモ7570形のみ4両を製造。
1970年4月製造（6次車）8両編成を6両編成とするため、先頭車だけを6両製造。側面に電照式の座席指定表示器が設けられた。

## 沿革

### 登場当初
1963年11月に入線、「電子頭脳車」とも称された。7500系のデビューによって名古屋本線の特急及び急行は原則としてパノラマカーで運用されるようになった。しかし、初期の半導体は故障が多く、試運転の段階からトラブルが続出した。特に制御装置が温度上昇に弱く、冷房装置の冷気を直接引き込む改造まで行われた。また、定速走行の機能を生かすべく運転曲線を作成したが、高速かつ定速で走行できる区間が少ないため、正式な運転曲線としての採用はされなかった。
同年12月から営業運転を開始した。ダイヤ上では生かされなかったものの、定速走行の機能はベテラン運転士には評価が高かったという。1964年2月には付随車が4両製造され、7両編成での運用が開始されたほか、7月には増備車が6両編成で投入された。
この時期、7000系は支線へ直通する特急にも運用されるようになったのに対して、7500系は支線では運用されず、名古屋本線・犬山線・常滑線・河和線での限定運用となった。これは、回生ブレーキを使用する7500系は変電所容量が小さい線区には入線できないためで、実際にダイヤが乱れた際に7500系が西尾線に入線したこともあったが、回生ブレーキを使用したところ変電所のヒューズが飛び、回転変流機が停止して停電してしまうという事態も発生した。
1967年4月には、名古屋本線の特急を8両編成で運行するために中間電動車が4両増備され、1964年に製造された付随車に対して電装が行われた。この時に増備された車両のうち、モ7572（初代）については常設運転台付で登場した。これは7500系が他の形式との連結ができないため、先頭車に事故や故障が発生した際に先頭車として使用するための車両として運転台を設置したもので、この車両については方向転換によってどちら向きにでも使用できるようにしていた。

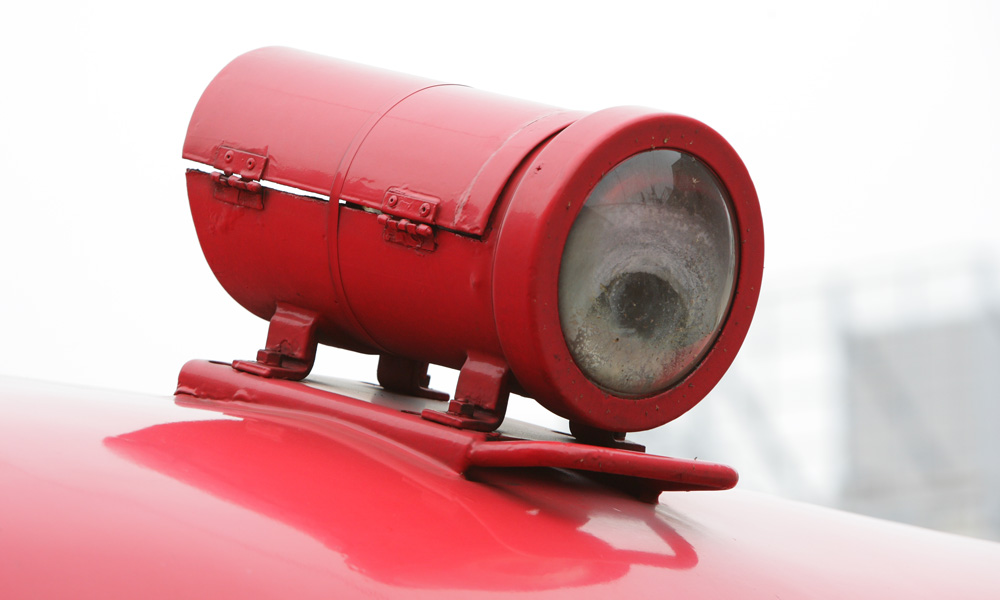
1967年から設置されるようになったフロントアイ（7000系のものだが7500系も同じ）

同年12月には6両編成が2本増備されたが、この時に製造された車両のうちモ7665が常設運転台付で登場、モ7572（初代）はモ7566に改番された。増備車には運転台のないモ7572（2代）が含まれており、組成変更が行われた。以後、モ7566とモ7665はこの2両でユニットを構成するようになった。なお、このときの増備車からは「フロントアイ」と呼ばれる機器が前頭部に設置された。この「フロントアイ」は広角の凸レンズを使用したもので、運転席からレンズを通して見ると、天地が逆になるものの展望席の直前の様子が分かる。フロントアイは、これより前に製造された車両にも1976年ごろに追設された。1968年10月には6両編成を8両編成にするため、中間車のみ4両が増備された。また、工場の設備が更新され、6両編成でも同時に入場できるようになったことから、モ7650形に設置されていた簡易運転台は1968年9月に撤去された。
1969年末から1970年3月にかけて、一部の8両編成を6両編成に短縮し、常設運転台つきのモ7566とモ7665を先頭車にした4両編成を組成して運用した。この2両を両端の先頭車として運用したのはこれが唯一の事例である。

### 6両編成に統一
しかし、その後の需要変化に伴い、2扉クロスシートの7500系8両編成はラッシュ時には収容力が不足し、逆に日中は輸送力過剰な状態となった。また、8両編成ではホーム有効長や構内配線の関係で、名古屋本線以外の特急に運用することができなかった。このため、1970年4月には先頭車だけが6両製造され、7500系はすべて6両編成に短縮された。なお1970年にはモ7515・モ7516の2両の方向板が大型のものに交換された。これは展望室前面ガラスの虫除け対策として試験的にアクリル板を装着することになり、その台座としたためである。試験終了後も、この2両の方向板は大型のままであった。
この時期になると、朝夕のラッシュ時の混雑が激しくなり、すでに1967年からは犬山線でも8両編成の列車が走り始めていた。しかし、名鉄の社内から出た「通勤輸送にまとまった投資を行い、通勤用の新車を作ってはどうか」という意見にも、社長の土川元夫は「それは不経済車である」として、パノラマカーを列車体系の中心として、クロスシートに座って通勤という理想像を変えようとしなかった。土川は、財務的現状からも輸送力増強には旧型車両の鋼体化が最適としていたのである。
この時期のラッシュ輸送では、本線では8両編成でないと運用できず、連結ができないパノラマカーの6両編成は普通列車や支線などで運用させていた。それでもなお、津島線などでは人海戦術で乗客を車内に押し込む有様で、しかもそれでも積み残しが出てしまい、乗客からの苦情も多かった。このような状況下、7500系をはじめとする2扉クロスシートのSR車のラッシュ時運用は、もはや限界であることが明確になった。1975年には急遽東京急行電鉄（東急）から3扉ロングシート車である3700系電車を購入して3880系として運用されるようになり、1976年には3扉の通勤車両である6000系の登場に至ったのである。
名鉄では、1962年から観光路線で座席指定料金を徴収する特急の運行が開始されており、その後1965年にはキハ8000系を使用した座席指定特急が定期列車として設定されていた。これをさらに進める形で、1977年3月20日のダイヤ改正では特急はすべて座席指定車両となり、座席指定車両のない特急は「高速」という新種別に変更された。この特急施策の変更に伴い、特急は原則として7000系・7500系・7700系で運用されることになったため、座席のモケットを赤色に変更し、座席の枕カバーを白色、カーテンも緑色地のものに変更された。
1977年8月5日、名古屋本線を走行していた高速豊橋行きの7500系6両編成が、本宿駅から名電長沢駅の区間を走行中、暑さによってレールが歪んでいたところを走行した際に、後部4両が脱線するという事故が発生した。
7500系の定速制御機能は効果が薄く、また故障も少なくなかったため、1979年からは制御装置を集積回路を利用したES578B形に交換する改造が開始され、1981年12月までに交換は完了した。同時にシステムの簡素化が計られ、定速制御機能は失われた。また、主電動機についても1993年3月までにTDK848-0A形に更新された。
| 乗務員交代時にホーム上屋に頭部をぶつけてしまうおそれがある（左）ため、神宮前の駅ホームではホーム上屋を二重にして対応した（右） |  | 乗務員交代時にホーム上屋に頭部をぶつけてしまうおそれがある（左）ため、神宮前の駅ホームではホーム上屋を二重にして対応した（右） |
| 乗務員交代時にホーム上屋に頭部をぶつけてしまうおそれがある（左）ため、神宮前の駅ホームではホーム上屋を二重にして対応した（右） |  | |

なお、7000系と7500系では乗務員の運転台の出入りには車体外側のステップを昇降するが、運転室に入る際に体をかがむようにしないと、ホーム上屋の角に頭をぶつけるおそれがある。このため、ほとんどの列車で乗務員交代のある神宮前駅において、構内配線が1984年に改良された際には、パノラマカーの乗務員の頭部負傷事故を防止するため、ホーム上屋を二重にして対応した。
なお、1985年12月ごろから側面の座席指定表示は使用されなくなった。

### 特別整備・廃車
1988年からは、車体の老朽化が目立つようになった7500系について特別整備が開始された。この特別整備では、7000系と同様にこの整備では正面の行先板の電動幕への改造や側面方向幕の新設、妻面の戸袋窓の廃止などが行われた。内装も当時登場した5300系・5700系と同様のクリーム系の配色に変更された。

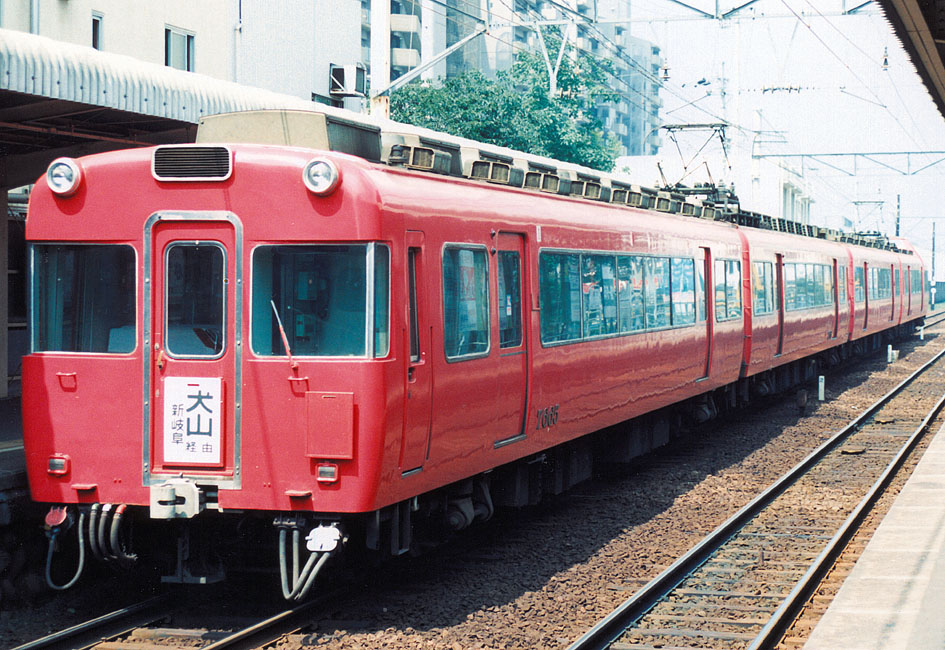
特別整備期間中は頻繁に先頭に出るようになった中間車の増設運転台（モ7665）

この特別整備は2両単位で行われたため、先頭車のモ7500が入場した際には残った車両が遊休化しないように、常設運転台を装備した中間車であるモ7566・モ7665を先頭にして運用された。この2両は1985年頃にはほとんど先頭に出ることがなくなっていたが、この特別整備が行われている間はほぼ定期的に先頭車として運用されていることを見ることができた。また、この特別整備の間に限り、7500系の4両編成での運用が行われている。
しかし、この特別整備は1次車と2次車の合計7本について整備が完了した1991年で打ち切られた。これは、当初は常設運転台を装備した中間車を組み込んだ7515編成を除く11編成に対して特別整備を施工する計画だったが、1990年10月の特急施策の変更に伴い、本線特急においては1編成の中で指定席車両と自由席車両を連結した編成が必要になり、7500系の機器を流用して1030系・1230系・1850系が製造されることになったことによるもので、3次車以降の5編成が常設運転台を装備した中間車を組み込んだ7515編成を皮切りに1992年から1993年にかけて廃車となり、機器の一部が新製された1030系・1230系・1850系に流用された。後に1230系を改造した1380系も登場したが、現在は流用された4系式とも全て廃車となった。残った車両については、その後座席のモケットを紫色系に変更し、あわせてカーテンの交換なども行われた。
その後、名鉄ではバリアフリー対策の一環で、各駅のホーム高さを順次レール面から1,070mmに嵩上げすることを決定した。これによって床面高さが990mmの7500系ではホームより車両の床の方が低くなり、乗降に危険が伴うと判断された。また、2005年1月29日には空港線が開業したが、空港線の各駅は当初よりホーム高さを1,070mmとしていたため、7500系は空港線への乗り入れが不可能となった。こうした事情から、7500系は全廃が決定し、2004年12月から廃車が開始された。
7500系はさよなら運転を行わず、2005年8月7日を最後に運用から離脱し、同年9月までに全車両が廃車された。7500系の全廃後、他線区においてもホーム高さの嵩上げが実施された。7000系とは異なり、廃車後は全車両解体されており保存されなかった。

## 編成表
7500系は組成変更が多かったため、ここでは登場当初の6両編成・7両編成・8両編成については詳細な車両番号は記さない。
凡例Tc …制御車、M …電動車、T…付随車（後ろの数字が1なら奇数番号・2なら偶数番号）
CON…制御装置、MG…補助電源装置（電動発電機）、CP…電動空気圧縮機、PT…集電装置

### 6両編成（登場当初）
登場当初の基本的な編成例。
| [ 注 2 ] | ← 豊橋岐阜 → | ← 豊橋岐阜 → | ← 豊橋岐阜 → | ← 豊橋岐阜 → | ← 豊橋岐阜 → | ← 豊橋岐阜 → |
| 形式     | モ7500       | モ7650       | モ7650       | モ7550       | モ7550       | モ7500       |
| 区分     | Mc1          | M2           | M1           | M2           | M1           | Mc2          |
| 搭載機器 | MG,CP        | CON,PT       | MG,CP        | CON,PT       | MG,CP        | CON,PT       |
| 定員     | 100          | 100          | 100          | 100          | 100          | 100          |

### 7両編成
基本的な編成例。
| [ 注 3 ] | ← 豊橋岐阜 → | ← 豊橋岐阜 → | ← 豊橋岐阜 → | ← 豊橋岐阜 → | ← 豊橋岐阜 → | ← 豊橋岐阜 → | ← 豊橋岐阜 → |
| 形式     | モ7500       | モ7650       | モ7650       | モ7550       | サ7570       | モ7550       | モ7500       |
| 区分     | Mc1          | M2           | M1           | M2           | T1           | M1           | Mc2          |
| 搭載機器 | MG,CP        | CON,PT       | MG,CP        | CON,PT       |              | MG,CP        | CON,PT       |
| 定員     | 100          | 100          | 100          | 100          | 100          | 100          | 100          |

### 8両編成
基本的な編成例。
| [ 注 4 ] | ← 豊橋岐阜 → | ← 豊橋岐阜 → | ← 豊橋岐阜 → | ← 豊橋岐阜 → | ← 豊橋岐阜 → | ← 豊橋岐阜 → | ← 豊橋岐阜 → | ← 豊橋岐阜 → |
| 形式     | モ7500       | モ7650       | モ7650       | モ7550       | モ7550       | モ7570       | モ7570       | モ7500       |
| 区分     | Mc1          | M2           | M1           | M2           | M1           | M2           | M1           | Mc2          |
| 搭載機器 | MG,CP        | CON,PT       | MG,CP        | CON,PT       | MG,CP        | CON,PT       | MG,CP        | CON,PT       |
| 定員     | 100          | 100          | 100          | 100          | 100          | 100          | 100          | 100          |

### 6両編成（1985年時点）
| [ 68 ]   | ← 豊橋岐阜 → | ← 豊橋岐阜 → | ← 豊橋岐阜 → | ← 豊橋岐阜 → | ← 豊橋岐阜 → | ← 豊橋岐阜 → |
| 形式     | モ7500       | モ7650       | モ7650       | モ7550       | モ7550       | モ7500       |
| 区分     | Mc1          | M2           | M1           | M2           | M1           | Mc2          |
| 車両番号 | 7501         | 7652         | 7651         | 7552         | 7571         | 7502         |
| 車両番号 | 7503         | 7654         | 7653         | 7554         | 7573         | 7504         |
| 車両番号 | 7505         | 7656         | 7655         | 7556         | 7575         | 7506         |
| 車両番号 | 7507         | 7658         | 7657         | 7558         | 7577         | 7508         |
| 車両番号 | 7509         | 7660         | 7659         | 7560         | 7559         | 7510         |
| 車両番号 | 7511         | 7662         | 7661         | 7562         | 7561         | 7512         |
| 車両番号 | 7513         | 7664         | 7663         | 7564         | 7563         | 7514         |
| 車両番号 | 7515         | 7666         | 7665         | 7566         | 7565         | 7516         |
| 車両番号 | 7517         | 7668         | 7667         | 7568         | 7567         | 7518         |
| 車両番号 | 7519         | 7576         | 7557         | 7578         | 7555         | 7520         |
| 車両番号 | 7521         | 7572         | 7581         | 7580         | 7551         | 7522         |
| 車両番号 | 7523         | 7574         | 7579         | 7582         | 7553         | 7524         |

### その他特別な編成
7500系4両編成1969年12月から1970年3月まで運用された、常設運転台を装備した中間車両を両端に配した4両編成は、この時期だけである。
|          | ← 豊橋岐阜 → |        |        |        |
| 形式     | モ7650       | モ7550 | モ7650 | モ7550 |
| 区分     | Mc1          | M2     | M1     | Mc2    |
| 車両番号 | 7665         | 7556   | 7655   | 7566   |